# Ligne Takasago

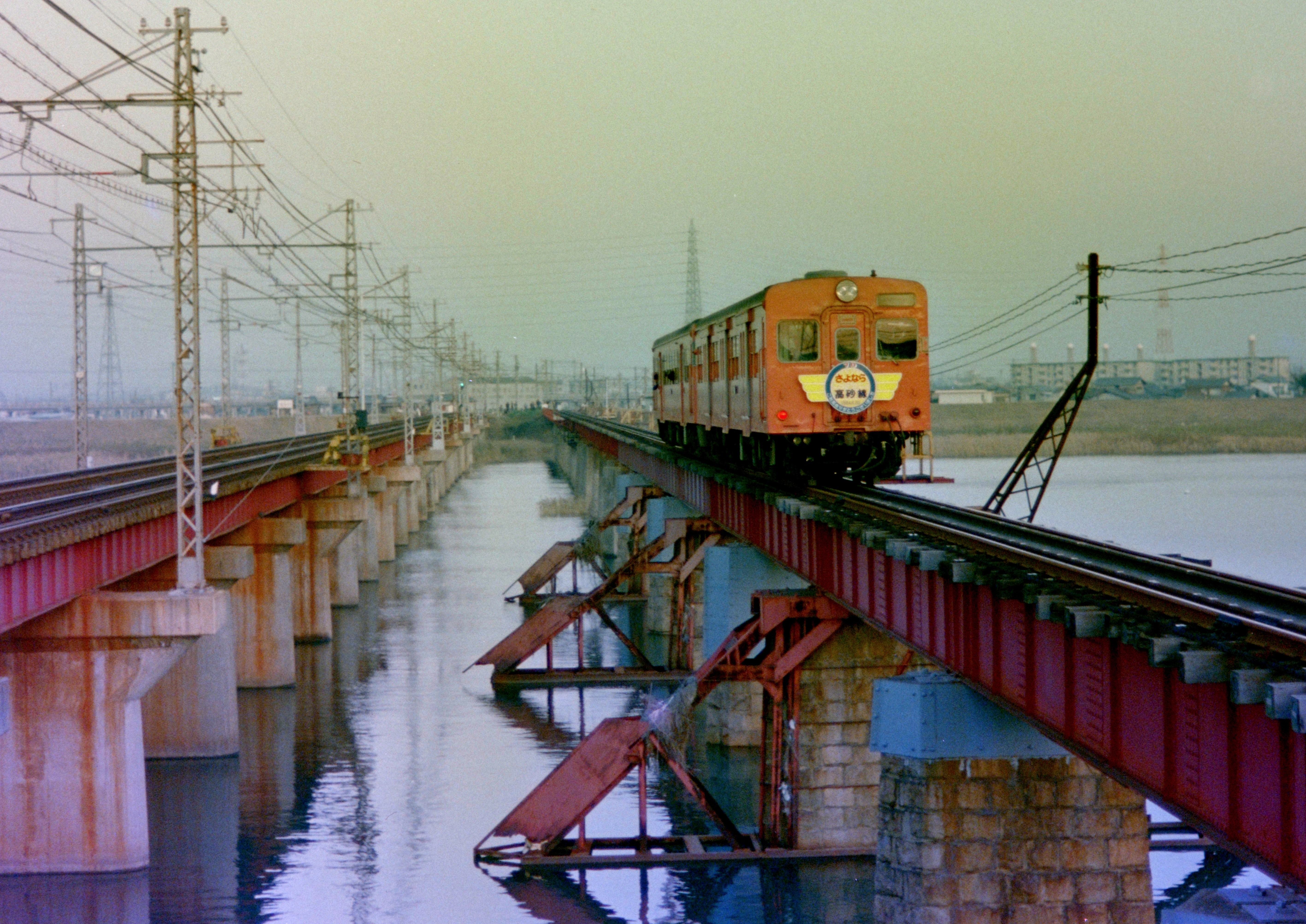
Rame de la ligne Takasago au dessus de la rivière Kakogawa en 1984

La ligne Takasago (高砂線, Takasago-sen) était une ligne ferroviaire de 8 kilomètres de long appartenant aux chemins de fer nationaux japonais (JNR) entre la gare de Kakogawa et celle de Takasago, dans la préfecture de Hyōgo, au Japon. Cette ligne a existé entre 1913 et 1984.

## Histoire
Le 1er décembre 1913, La compagnie des chemins de fer Banshū (播州鉄道, Banshū tetsudō) a ouvert un premier tronçon de 3,2 km entre Kakogawachō et Takasagoguchi. Elle a ensuite été prolongée de 1 600 m jusqu'à Takasagoura le 25 septembre 1914. La section de 1 450 m entre Takasago et Takasagoura a cessé le service de transport de passagers en 1921.
La ligne est reprise par la compagnie Bantan (播丹鉄道, Bantan tetsudō) en 1923, puis nationalisée en 1943 avec d'autres lignes de la Bantan Railway, à savoir les lignes Kakogawa, Kajiya, Miki et Hōjō. Lors de la nationalisation, la gare de Kakogawachō a été fusionnée avec la gare JGR de Kakogawa et celle de Takasagoura a été renommée en gare de Takasagokō.
Les tarifs de la ligne Takasago étaient bon marché, mais la ligne Takasago ne comptait que peu de trains, ce qui rendait le trajet peu confortable. C'est pourquoi la plupart des passagers étaient des lycéens. 
Dans le cadre de la loi sur la réforme des chemins de fer nationaux japonais de 1980, la ligne est inscrites dans la liste des « lignes locales spécifiées à fermer ». La fermeture s'est faite en deux temps : d'abord par le service de fret (fermant complètement la section Takasago–Takasagokō dédiée) le 1er février 1984 puis pour le trafic passagers le 1er décembre de la même année.
De nos jours, la ligne a été déferrée et remplacée par des voies routières ou piétonnes.

## Tracé
En 1984, la ligne comptait sept stations :
| Nom                  | Nom      | Distance (km) | Connections                            | Localisation | Localisation |
| -------------------- | -------- | ------------- | -------------------------------------- | ------------ | ------------ |
| Kakogawa             | 加古川   | 0,0           | Ligne principale Sanyō, Ligne Kakogawa | Kakogawa     | Hyōgo        |
| Noguchi              | 野口     | 2,0           |                                        | Kakogawa     | Hyōgo        |
| Kakurinji            | 鶴林寺   | 2,7           |                                        | Kakogawa     | Hyōgo        |
| Onoe                 | 尾上     | 3,7           |                                        | Kakogawa     | Hyōgo        |
| Takasago-Kitaguchi   | 高砂北口 | 5,7           |                                        | Takasago     | Hyōgo        |
| Takasago (JNR)       | 高砂     | 6,3           |                                        | Takasago     | Hyōgo        |
| Takasagokō (Freight) | 高砂港   | 8,0           |                                        | Takasago     | Hyōgo        |